# Alejandro María Aguado
Alejandro María Aguado (in francese: Alexandre Aguado; Siviglia, 29 giugno 1784 – Gijón, 14 aprile 1842) è stato un banchiere spagnolo naturalizzato francese.
Dopo aver seguito il partito degli afrancesado ed essere stato aiutante di campo del maresciallo Nicolas Jean-de-Dieu Soult, al crollo napoleonico fondò a Parigi una banca divenuta in breve tempo molto fiorente. Per le sue parentele spagnole fu prescelto come agente finanziario della Spagna. Nominato da Ferdinando VII di Spagna marchese di las Marismas del Guadalquivir, lasciò alla sua morte un ingente patrimonio e una splendida galleria di quadri.

## Biografia
Era il figlio di Alejandro Aguado, e di sua moglie, María Ana Remirez de Estenoz, membro di un'illustre e ricca nobile famiglia, originaria di La Rioja.

## Carriera

### Carriera militare
Nel 1799 divenne cadetto nel reggimento di fanteria di Jaén, da dove fu trasferito nel giugno 1808 a IV Battaglione Volontario di Siviglia, partecipando alle battaglie di Tudela e Ucles contro le truppe di Napoleone. Occupata dai francesi Siviglia si arruolò nell'esercito di Giuseppe Bonaparte, come aiutante di stato maggiore del maresciallo Jean de Dieu Soult. Quando i francesi furono sconfitti dalle forze della coalizione comandate da Wellington, fu esiliato in Francia e si ritirò dalla carriera militare.

### Banchiere
La sua attività iniziò come fornitore dell'esercito francese in Andalusia, con l'eventuale ausilio del maresciallo Soult. Nel 1813 partì per la Francia. Con il supporto di contatti familiari a Cuba, in Messico e a Cadice, creò a Parigi diverse aziende d'importazione e vendita di vino, frutta e olio e della fabbricazione e della vendita di profumi, dall'America e dalla Spagna. Nel 1821 ha iniziato le sue prime operazioni nel mercato azionario. Tra il 1828 e il 1830 ha firmato due nuovi finanziamenti con il re Ferdinando VII e rifinanziò il debito che la Spagna ha avuto con il Regno Unito, la Francia e i Paesi Bassi. In segno di gratitudine il re gli diede il titolo di marchese di las Marismas del Guadalquivir. A quel punto era diventato uno dei più grandi banchieri di Parigi ed era considerato "l'uomo più ricco di Francia."
È stato sindaco di Ivry-sur-Seine per diversi anni, durante il quale abbellì la città e fece costruzione un ponte sospeso sulla Senna, che porta il suo nome.

## Matrimonio
Sposò María del Carmen Victoria Moreno ed ebbero tre figli:
- Alejandro Aguado
- Olympe Clemente Aguado
- Onésipe Gonzalve Aguado

## Mecenate
Nel 1831 cedette la sua quota maggioritaria a Ferrere, Lafitte, rimanendo socio, e si dedicò alla promozione di importanti attività culturali negli ultimi anni della sua vita, finanziando l'Opéra national de Paris e creò riviste - come Revue de Paris e Le Constitutionnel - e formò le più importanti collezioni private di arte esistenti in Francia. Il suo palazzo a Parigi e il palazzo Petit Bourg, situato a Évry, è diventato un luogo di incontro per cantanti d'opera, di compositori, come Gioachino Rossini, e scrittori come Honoré de Balzac e Gérard de Nerval.
La sua vocazione di mecenate e collezionista d'arte (360 dipinti, soprattutto di pittori spagnoli come Velázquez, Murillo, Ribera, Zurbaran, italiani come Leonardo da Vinci e Raffaello e olandesi-fiamminga, come Rubens e Rembrandt) non gli ha impedito di continuare le sue attività finanziarie e commerciali. Ha fondato scuole e ospedali a Évry e in altri luoghi in cui aveva molti beni.

## Morte
Durante un viaggio nelle Asturie per visitare le miniere e aprire una strada a pedaggio, ebbe un colpo apoplettico, morendo il 14 aprile 1842 a Gijón. Fu sepolto nel cimitero di Père-Lachaise.